# Временный конгресс Конфедеративных штатов
Вре́менный Конгре́сс Конфедерати́вных Шта́тов Аме́рики, также Вре́менный конфедерати́вный конгре́сс (англ. The Provisional Confederate Congress) — временный парламент Конфедеративных Штатов Америки, разработавший проект конституции Конфедерации, избравший президента Конфедеративных Штатов Америки и разработавший государственный флаг. В отличие от сформированного позднее двухпалатного Конгресса КША, временный конгресс состоял из одной палаты, члены этого парламента назывались депутатами и делегатами.

## Сессии
- 1-я сессия: 4 февраля — 16 марта 1861 (Монтгомери, Алабама)
- 2-я сессия: 20 апреля — 21 мая 1861 (там же)
- 3-я сессия: 20 июля — 31 августа 1861 (Ричмонд, Виргиния)
- 4-я сессия: созвана 3 сентября 1861 (там же)
- 5-я сессия: 18 ноября 1861 — 17 февраля 1862 (там же)

## Руководство
Президент (President of the Provisional Congress)
- Хоуэлл Кобб /Джорджия/ (4 февраля 1861 — 17 февраля 1862)

Президент pro-tempore
- Роберт Вудворд Барнуэлл /Южная Каролина/ (4 февраля 1861)
- Томас Стенли Бокок /Вирджиния/ (10-21 декабря 1861 и 7-8 января 1862)
- Иосия Кэмпбелл /Миссисипи/ (23-24 декабря 1861 и 6 января 1862)